# Villa Hills
La ville de Villa Hills est située dans le comté de Kenton, dans l’État du Kentucky, aux États-Unis. Sa population s’élevait à 7 489 habitants lors du recensement de 2010, estimée à 7 468 habitants en 2016.

## Source
- (en) Cet article est partiellement ou en totalité issu de l’article de Wikipédia en anglais intitulé « Villa Hills, Kentucky » (voir la liste des auteurs).